# 355 (филм)
355 (енгл. The 355) амерички је шпијунски филм из 2022. године, редитеља Сајмона Кинберга, по сценарију Терезе Ребек и Кинберга, а по причи Ребекове. Главне улоге играју Џесика Частејн, Пенелопе Круз, Фан Бингбинг, Дијана Кригер и Лупита Нјонго као група међународних шпијуна који морају да раде заједно да спрече терористичку организацију да започне Трећи светски рат. у филму такође играју Едгар Рамирез и Себастијан Стен. Назив је изведен од Агента 355, кодног имена жене шпијунке Патриота током Америчке револуције.
Частејнова је предложила идеју за филм док је радила са Кинбергом на филму Икс-мен: Мрачни Феникс. Пројекат је званично најављен у мају 2018. године, а на 71. Канском филмском фестивалу права дистрибуције стекао је Universal Pictures. Следеће године филм је сниман у Паризу, Мароку и Лондону. Том Холкенборг је компоновао музику за филм. Након одлагања објављивања у јануару 2021. године, филм је објављен у Сједињеним Америчким Државама 7. јануара 2022. године. Филм је у Србији објављен 6. јануара 2022. године, дистрибутера Blitz Film & Video Distribucija. Филм је имао слабе резултате на биоскопским благајнама и добио је углавном негативне критике критичара, који су га назвали генеричким и неинспиративним, иако је глумачка екипа добила неке похвале.

## Радња
Када строго чувано оружје падне у руке плаћеника, агенткиња Ције Мејсон Браун мораће да удружи снаге са немачком агенткињом Мари, савезницом из агенције MI6 и врхунским стручњаком за рачунаре Хатиџе и вештом психолошкињом Грасијелом у смртоносној, вратоломној мисији. Акција креће широм света, од паришких бистроа до шарених пијаца Марока, и раскошних аукцијских кућа у Шангају, а квартет жена ће удружити снаге како би заштитиле свет — или га уништиле.

## Улоге
| Глумац             | Улога               |
| ------------------ | ------------------- |
| Џесика Частејн     | Мејсон „Мејс” Браун |
| Пенелопе Круз      | Грасијела Ривера    |
| Фан Бингбинг       | Лин Ми Шенг         |
| Дијана Кригер      | Мари Шмит           |
| Лупита Нјонго      | Хатиџе Адијеме      |
| Себастијан Стен    | Ник Фаулер          |
| Едгар Рамирез      | Луис Рохас          |
| Емилио Инсолера    | Ђовани Лупо         |
| Џејсон Вонг        | Стивенс             |
| Џон Даглас Томпсон | Лари Маркс          |
| Хитен Пател        | Ахмед Имам          |
| Лео Стар           | Грејди              |
| Олег Кришунов      | Петар Кашанов       |
| Џејсон Флеминг     | Елајџа Кларк        |
| Силвестер Грот     | Јонас Мулер         |